# Agua Temazcal
Agua Temazcal är en ort i Mexiko.   Den ligger i kommunen Huautla de Jiménez och delstaten Oaxaca, i den sydöstra delen av landet, 280 km sydost om huvudstaden Mexico City. Agua Temazcal ligger 1 765 meter över havet och antalet invånare är 156.
Terrängen runt Agua Temazcal är kuperad åt nordost, men åt sydväst är den bergig. Runt Agua Temazcal är det ganska tätbefolkat, med 75 invånare per kvadratkilometer. Närmaste större samhälle är Huautla de Jiménez, 3,1 km norr om Agua Temazcal. I omgivningarna runt Agua Temazcal växer i huvudsak städsegrön lövskog.